# Otoyol 33
Die Autobahn Otoyol 33 (türkisch Kuzey Ege Otoyolu, kurz O-33) verbindet die Städte Menemen und Çandarlı in der Türkei. Die Autobahn ist insgesamt 76 Kilometer lang. Die O33 ist Teil der E87 und wurde am 31. Oktober 2019 zum Großteil fertiggestellt. Am 22. Februar 2020 wurde schließlich die komplette Autobahn für den Verkehr freigegeben. Sie schließt im Süden an die O-30, der Teilringautobahn um Izmir, an.